# SN 2006nq
SN 2006nq – supernowa typu II odkryta 13 listopada 2006 roku w galaktyce A020424+0940. W momencie odkrycia miała maksymalną jasność 19,70m.